# Enrico Forcella Pelliccioni
Enrico Forcella Pelliccioni (18 ottobre 1907 – 25 ottobre 1989) è stato un tiratore a segno venezuelano.

## Palmarès

### Olimpiadi
- 1 medaglia:
  - 1 bronzo (Roma 1960 nella carabina 50 metri a terra)